# Medicinsk bildvetenskap

Medicinsk bildvetenskap (engelska: medical imaging) är ett samlingsnamn på tekniker och processer som används för att skapa bilder på människan i medicinskt syfte. Det inbegriper dels discipliner som radiologi, endoskopi och mikroskopi men även medicinska tillämpningar av bildbehandling och visualisering.
Relaterade begrepp är:
- Bild- och funktionsmedicin - en medicinsk specialitet som tillämpar medicinsk bildvetenskap för klinisk diagnostik.
- Röntgenundersökning (alternativt röntgendiagnostik eller röntgenologi) är undersökning av människokroppen med hjälp av röntgenstrålning.
- Strålbehandling (alternativt radioterapi) är användning av joniserande strålning i behandlande syfte. Används inom onkologi.
- Radiologi är avbildning av människokroppens inre i diagnostiskt syfte, oberoende av metod. Man kan prata om diagnostisk radiologi som inkluderar röntgenundersökning, undersökning med ultraljud, nuklearmedicin (till exempel positronemissionstomografi, PET) samt magnetisk resonanstomografi (MR). Termen medicinsk radiologi inkluderar diagnostisk radiologi samt intervention, behandling vägledd av bilder. Radiologi är det som vanligen förekommer på en röntgenavdelning. En läkare inom radiologi kallas för radiolog.
- Bilddiagnostik inbegriper all sorts medicinsk verksamhet som använder bilder i diagnostiskt syfte, inte bara de som görs av radiologer. Exempelvis kan det vara kardiologer som utgör hjärtdiagnostik med bilder (angiografi och användning av kärnmagnetisk resonans).
- Bildmedicin inkluderar förutom bilddiagnostik även intervention. Detta är ett relativt nytt svenskt begrepp. Medicinsk bildvetenskap kan ses som vetenskapen om bildmedicin.
- Medicinsk bildbehandling begränsar sig till användning av bildbehandling för medicinska bilder.
- Medicinsk bildering är ett försök till en svensk motsvarighet till det engelska begreppet "medical imaging" som användes av en mindre grupp svenska läkare. Med "bildering" menas metoder för kartläggning av morfologi, funktion eller dynamiska förlopp hos människan.[1]

## Vid olika tillstånd

### Prostatacancer
Vid prostatacancer är stadieindelning viktigt vid val av behandlingsstrategi. I en systematisk översikt från SBU år 2014 fann man att det saknades vetenskapligt underlag för att avgöra skillnad mellan magnetkamera (MRT), positronkamera (PET) eller positronkamera  med datortomografi (PET/DT).

### Av avlidna
Bilddiagnostik vid klinisk obduktion är ovanligt i Sverige och används främst vid undersökning av foster och avlidna spädbarn vid vissa sjukhus. Inom det rättsmedicinska området används bilddiagnostik som komplement i vissa fall, till exempel för att lokalisera frakturer eller kulor från skjutvapen. En systematisk översikt från SBU som utvärderat om bilddiagnostik kan vara ett bra alternativ eller komplement till obduktion visade 2016 att det ännu inte gick att avgöra vilka diagnoser som man säkert kan fastställa med bilddiagnostik av avlidna. För att kunna avgöra nyttan med bilddiagnostik av avlidna behövs bättre och större studier som helst omfattar flera kliniker. Om vi visste att bilddiagnostik ger tillförlitliga resultat skulle detta kunna bidra till säkrare statistik om dödsorsaker och bättre återkoppling till hälso- och sjukvården. Med bilddiagnostik slipper man också ingrepp på den döda kroppen, något som närstående kan uppleva som en fördel.

### Webbkällor
- Svenska Läkaresällskapet[död länk] Hur definierar ni termen ”bilddiagnostik”? Kan uttrycket ”radiologiska undersökningar” ses som synonymt med ”bilddiagnostik”?